# El Paso Patriots

Escudo do clube, quando se chamava Chivas El Paso Patriots

El Paso Patriots foi um clube de futebol da cidade de El Paso, no estado norte-americano do Texas.
Fundado em 1989, como El Paso Sixshooters, disputava a USL Premier Development League, equivalente à quarta divisão na pirâmide do futebol dos EUA. Mandava seus jogos no Gary Del Palacios Field - ou Patriot Stadium -, em El Paso, com capacidade para 3.000 torcedores.
Suas cores eram as mesmas dos homônimos Chivas USA e Chivas Guadalajara: vermelho, azul e branco.
Seu escudo, antes composto por um foguete atravessando o nome "El Paso Patriots", foi substituído por um escudo idêntico aos homônimos mais conhecidos, ganhando também a nomenclatura "Chivas". Em 2012, o clube voltou ao escudo com o foguete.

## Elenco
Nota: Bandeiras indicam equipe nacional, conforme definido pelas regras de elegibilidade da FIFA. Os jogadores podem ter mais de uma nacionalidade não-FIFA.
| N.º |                | Posição | Jogador           |
| --- | -------------- | ------- | ----------------- |
| 1   | México         | G       | Jorge Muñiz       |
| 2   | Estados Unidos | D       | Christian Landa   |
| 3   | Estados Unidos | D       | Dominick Green    |
| 4   | Estados Unidos | M       | Gabriel Chacon    |
| 5   | Estados Unidos | D       | Estéban Palácios  |
| 6   | Estados Unidos | A       | Francisco De Anda |
| 7   | Estados Unidos | A       | Enrique Cervantes |
| 9   | Estados Unidos | A       | Cristian Zamora   |
| 10  | Estados Unidos | M       | Rodrigo Morín     |
| 11  | Estados Unidos | M       | Jorge Orona       |
| 12  | Estados Unidos | D       | Adrian Moreno     |
| 13  | Estados Unidos | M       | Jonathan Camarena |
| 14  | Estados Unidos | M       | Jorge Duarte      |
| 15  | Estados Unidos | M       | Agustin Aguilera  |

| N.º |                | Posição | Jogador          |
| --- | -------------- | ------- | ---------------- |
| 16  | Estados Unidos | M       | Edgar Mendoza    |
| 18  | Estados Unidos | A       | Omar Mora        |
| 19  | Estados Unidos | M       | Mariano Sapien   |
| 20  | Estados Unidos | A       | Eric Carmond     |
| 21  | Estados Unidos | A       | Jair Olivares    |
| 22  | Estados Unidos | D       | Hugo Contreras   |
| 23  | Estados Unidos | D       | Isaac Ontiveros  |
| 24  | Estados Unidos | G       | Ivan Meza        |
| 26  | Estados Unidos | A       | Edgar Rosales    |
| 30  | México         | D       | Mário Garcia     |
|     | Estados Unidos | A       | Francisco Arroyo |
|     | Estados Unidos | M       | Aldo Bautista    |
|     | Estados Unidos | M       | Dario Espinal    |
|     | Estados Unidos | A       | Benjamin Vazquez |